# Застава дугиних боја (ЛГБТ+)
Застава дугиних боја, позната као застава геј поноса или застава ЛГБТ поноса, симбол је лезбејског, геј, бисексуалног и трансродног (ЛГБТ) поноса и ЛГБТ+ друштвених покрета. Једна је од разних застава поноса. Друге старије верзије застава дугиних боја укључују и симбол мира. Боје одражавају разноликост ЛГБТ заједнице. Иако је ова употреба заставе дугиних боја настала у зони Сан Франциска на северу Калифорније, застава се сада користи широм света. Застава дугиних боја данас је призната од стране Међународног конгреса произвођача застава као застава која представља ЛГБТ заједницу.

## Порекло
Оригиналну Заставу дугиних боја дизајнирао је Гилберт Бакер за геј параду у Сан Франциску 1978. године. Оригинална верзија је имала 8 боја, којима је Бакер приписао одређена значења:
| ружичаста: сексуалност |
| црвена: живот          |
| наранџаста: здравље    |
| жута: сунчева светлост |
| зелена: природа        |
| тиркизна: уметност     |
| плава: хармонија       |
| љубичаста: дух         |

Израђена је захваљујући тиму од 30 волонтера. Ручно фарбане тканине испирали су у веш машинама јавних перионица како би добили потребну нијансу. Тканине разних боја затим су пеглали и пришивали на једном тавану да би коначно добили заставу какву је Бекер замислио.
Исте године, 27. новембра, извршен је атентат на првог отворено геј члана градског већа Сан Франциска, Харви Милка. Са жељом да изразе снагу и солидарност после овог напада, ЛГБТ заједница је почела да користи Бакерову заставу. Због веће потражње, застава је почела фабрички да се производи, али настао је проблем, јер у то време није могла да се нађе фабричка фарба која би дала ружичасту боју. Проблем је решен тако што је застава произвођена са 7 боја.
Године 1979. застава је поново промењена. Организациони одбор Геј параде је одлучио да пут којим парада треба да се креће обележи заставом дугиних боја. Због тога је било потребно да застава има паран број трака (три би дошле с једне, а 3 с друге стране) и решено је да се изостави тиркизна. Тиме је Застава добила данашњи изглед: црвена (на врху), наранџаста, жута, зелена, плава и љубичаста.
Застава је почела да се шири у ЛГБТ заједници током 80-их, а 1989. године постала је светски позната након што је извесни Џон Стоут добио на суду своје станодавце који су покушали да му забране да на тераси свог стана у Западном Холивуду окачи заставу дугиних боја. Од тада, па све до данашњих дана, овај симбол је постао толико распрострањен да се дугине боје данас срећу на великом броју производа, као симбол ЛГБТ заједнице, али и као подршке припадницима ове сексуалне мањине.

## Варијације
На многим местима постоји и иста застава са црном пругом на дну као знак сећања на многе умрле од сиде, као и једног америчко - вијетнамског ветерана који је умро од сиде, али је изјавио да једног дана када се пронађе лек треба све те заставе са црном пругом запалити при некој церемонији.